# Стратос, Николаос
Николаос Стратос (греч. Νικόλαος Στράτος; 1872, Лутро Этолия и Акарнания — 15 ноября 1922, Афины) — греческий политик и министр. Премьер-министр Греции в мае 1922 года. Один из приговорённых к смерти после Процесса шести в октябре 1922 года.

## Биография
Николаос Стратос родился в селе Лутро Этолии и Акарнании.
Учился юриспруденции. Впервые был избран депутатом парламента в 1902 году.
В правительстве Димитриоса Раллиса в 1909 году принял министерство внутренних дел.
После офицерского антимонархистского движения 1909 года вновь принял министерство внутренних дел в следующем правительстве Раллиса.
В 1910 году примкнул к «Либеральной партии» и стал морским министром в правительстве Э. Венизелоса.
В 1911 году был избран председателем Парламента эллинов.
5 (18) октября 1912 года, в качестве морского министра, был в составе греческого правительства объявившего войну Османской империи.
С окончанием Балканских войн перешёл в лагерь противников Венизелоса.
В 1915 году был назначен Морским министром в правительстве Димитриоса Гунариса.

В 1916 году создал «Национальную Консервативную партию» и поддерживал нейтралитет Греции в Первой мировой войне, в отличие от Венизелоса, усилиями которого Греция вступила в войну на стороне Антанты.

## Малая Азия
В 1919 году, по мандату Антанты, греческая армия заняла западное побережье Малой Азии. В дальнейшем Севрский мирный договор 1920 года закрепил контроль региона за Грецией, с решением судьбы региона через 5 лет, на референдуме населения:16.
Завязавшиеся здесь бои с кемалистами приобрели характер войны, которую греки были вынуждены вести уже в одиночку. Из союзников, Италия, с самого начала поддержала кемалистов, Франция, решая свои задачи, стала также оказывать им поддержку. Греческая армия удерживала свои позиции. Геополитическая ситуация изменилась коренным образом и стала роковой для греческого населения Ионии, после парламентских выборов в Греции, в ноябре 1920 года. Под лозунгом «мы вернём наших парней домой» и получив поддержку, значительного тогда, мусульманского населения, на выборах победили монархисты.
3/16 ноября толпы монархистов, во главе с Николаосом Стратосом, освободили находившихся в афинской тюрьме «Аверофф» противников Венизелоса, среди которых был генерал-лейтенант Анастасиос Папулас:30.
Папулас был послан в Малую Азию, где стал командующим экспедиционной армии, вместо сторонника Венизелоса, генерала Леонида Параскевопулоса. Значительная часть офицерского состава, из числа сторонников Венизелоса, была вынуждена оставить армию.

## Премьер-министр
Возвращение в Грецию германофила короля Константина освободило союзников от обязательств по отношению к Греции. Уинстон Черчилль, в своей работе «Aftermath» (стр. 387—388) писал: 

«Возвращение Константина расторгло все союзные связи с Грецией и аннулировало все обязательства, кроме юридических. С Венизелосом мы приняли много обязательств. Но с Константином, никаких. Действительно, когда прошло первое удивление, чувство облегчения стало явным в руководящих кругах. Не было более надобности следовать антитурецкой политике»

:30.
25 января (7 февраля) 1921 года правительство монархистов возглавил слывший франкофилом Н. Калогеропулос:39, но его поездка в Париж не обеспечила поддержки.
8 (21) февраля состоялась конференция союзников в Лондоне. Председательствующий Ллойд Джордж запросил информацию о обстановке на греческом фронте, о численности греческой армии, о возможности наступления вглубь Азии, о возможностях Греции содержать эти силы своими средствами. Калогеропулос заявил, что располагает 120 тысячами штыков и что если Греция получит мандат на установление порядка, то сумеет сделать это в течение 3-х месяцев. Французский премьер Бриан заявил, что не разделяет этого оптимизма. Французский генерал Гуро заявил, что греки могут послать на фронт не более 60 тысяч солдат, которые должны пройти 600 км из Смирны. Гуро заявил, что для принуждения к миру в Малой Азии необходимо иметь 27 дивизий, но у греков было всего 9 дивизий:39.
По прибытии турецких делегаций (султана и Кемаля), союзники, подписавшие Севрский мир, превратили конфронтацию Антанты — Турции в конфликт греков — Турции. Как пишет греческий историк Д. Фотиадис «из союзников они преобразились в арбитров»:42.
28 февраля (10 марта) было подписано предварительное франко-турецкое соглашение, что позволило туркам перебросить силы на греческий фронт:31. Итальянцы покинули Атталию, оставив Кемалю свой арсенал и снабжение:32.
Не находя решения в вопросе с греческим населением Ионии, в совсем иной геополитической обстановке, монархисты продолжили войну. Армия предприняла «Весеннее наступление» 1921 года, одержала тактические победы, но полного разгрома турок не достигла. После этого Калогеропулос, подал в отставку 22 марта (4 апреля) 1921 года. Правительство возглавил Гунарис:48.
Правительство Гуанариса стояло перед той же дилеммой. Радикальным решением было оставить, после переговоров, Ионию, чтобы спасти Восточную Фракию. Вторым решением было собрать войска вокруг Смирны. Но ненависть Гунариса против Венизелоса делала его более тщеславным, нежели он был в действительности. Если Венизелос был создателем «Великой Греции», то Гунарис должен был остаться в истории создателем «Величайшей Греции». Гунарис решил просить у свободной греческой нации, насчитывавшей тогда немногим более 4 миллионов человек, людские и материальные ресурсы, превышавшие её возможности. Кроме трёх призывов, не успевших принять участие в «Весеннем наступлении», были мобилизованы ещё три старых призыва:49.
Греческая армия предприняла «Большое летнее наступление» 1921 года, нанесла туркам поражение в самом большом сражении войны при Афьонкарахисаре-Эскишехире, но стратегический разгром кемалистов не состоялся. Турки отошли к Анкаре и правительство монархистов вновь встало перед дилеммой: что делать дальше:55-58.
Правительство торопилось закончить войну и, не прислушиваясь к голосам сторонников оборонной позиции, приняло решение наступать далее. После месячной подготовки, которая и туркам дала возможность подготовить оборону, семь греческих дивизий форсировали реку Сакарья и пошли на восток. Греческая армия не смогла взять Анкару и в порядке отошла назад за Сакарью. Как писал греческий историк Д.Фотиадис «тактически мы победили, стратегически мы проиграли»:115.
Монархистское правительство удвоило подконтрольную ему территорию в Азии, но возможностями для дальнейшего наступления не располагало. Одновременно, не решив вопрос с греческим населением региона, правительство не решалось эвакуировать армию из Азии. Фронт застыл на год. Армия продолжала удерживать фронт «колоссальной протяжённости, по отношению к располагаемым силам», что согласно заявлению А. Мазаракиса, кроме политических ошибок, стало основной причиной последовавшей катастрофы:159.
Растянутый фронт давал возможность Гунарису заявлять в парламенте, что «Севрский мир присудил нам 16 тысяч квадратных км, в то время как сейчас мы контролируем 100 тысяч квадратных км». Но денег на продолжение войны не было. Сразу после этого заявления, Гунарис отправился к бывшим союзникам, по выражению Д. Фотиадиса, с «подносом попрошайки». По иронии истории, в день прибытия Гунариса в Париж 7 (20) октября 1921 года, Анри Франклин-Бульон подписал в Анкаре соглашение, ставшее «надгробным камнем Севрского мира». Бриан даже отказал Гунарису в праве греческого флота производить досмотр судов у берегов Малой Азии:160.
В Лондоне атмосфера была более дружелюбной. Ллойд Джордж просил Гунариса продолжать удерживать Бурсу. Д. Фотиадис пишет что это объяснялось тем, что удерживая этот регион, греки прикрывали немногочисленные британские силы контролировавшие Черноморские проливы. Но займа британское правительство не предоставило, разрешив только Гунарису получить частный заём на бирже Лондона. Тот же Фотиадис пишет что Ллойд Джордж предоставил Гунарису «корзину, но пустую». В отчаянии Гунарис посетил Рим. Эта поездка, как и ожидалось, была безрезультатной:161.
Гунарис 3 месяца бесцельно ездил по западно-европейским столицам, вновь вернулся в Лондон, где его уже не принимали, и униженный вернулся 21 февраля 1922 года в Афины:164.
Международная обстановка была очевидной. Франция и Италия из союзников Греции официально стали союзниками Кемаля. Англия стала отходить и от моральной поддержки:163. Финансовый тупик и невозможность содержать армию уже тогда могли "привести к катастрофе, если бы не «смелая инициатива Протопападакиса» с принудительным займом. Это дало правительству возможность продолжить войну ещё несколько месяцев:167.
Николаос Стратос, на этом этапе, начал вести оппозиционную борьбу, в рамках «Народной партии» монархистов, против Гунариса. Утверждая что Гунарис вёл нацию к катастрофе, Стратос стал зондировать возможность формирования нового правительства, под своим руководством. Среди прочих, он обратился к отставному штабисту И. Метаксасу поддержать инициативу, обещая Метксасу военное министерство. Метаксас был монархистом, нο питал огромную ненависть к Гунарису. Своим ответом Метаксас ошеломил Стратоса: « Я не намерен принять участие в новом правительстве, я хочу увидеть падение Гунариса, вместе с падением фронта». Политик Стратос ушёл с отвращением, заявляя, что « если бы у него была сила, он собственноручно бы сорвал погоны, которые ему дало Отечество»:165.
29 апреля правительство Гунариса было вынуждено уйти в отставку. Король Константин поручил Стратосу сформировать новое правительство. Но правительство Стратоса 3 (16) мая не сумело получить вотум доверия в парламенте.
Чтобы избежать выборов, противоборствующие фракции монархистов согласились сформировать совместное правительство, во главе с министром финансов Протопападакисом. Новое правительство было сформировано 4 (17) мая 1922 года. В правительство были включены как сторонники Гунариса, так и сторонники Николаоса Стратоса:354. Стратос принял пост министра внутренних дел Греции:166.

## Расстрел
Чтобы вывести страну из политического тупика и решить одновременно вопрос с греческим населением Ионии, командующий армией Малой Азии, генерал Папулас, предложил отход армии на линию вокруг Смирны и провозглашение автономии Ионии.
Разногласия с правительством вынудили Папуласа уйти в отставку. На его место были предложены генералы Полименакос, Кондулис, а также Хадзианестис. Последний приходился родственником Н. Стратосу и выдвижение этой одиозной фигуры в греческой историографии, именуемой многими историками «командующий катастрофы» принадлежит Н. Стратосу. Кандидатура двух первых, опытных боевых генералов, была отклонена, поскольку они считались симпатизирующими Венизелосу. Единственным достоинством Хадзианестиса была его преданность престолу. Так командующим в Малой Азии стал, по выражению историка Т. Герозисиса, «самый ненавистный в армии офицер»:505. Генерал и академик Александра Мазаракиса характеризует Хадзианестиса «абсолютно непригодным командовать в мирное время и в войну даже дивизией». Мазаракис в своих мемуарах пишет, «странно, что считаемый мудрым, Н. Стратос мог так ошибиться, зная своего родственника и его прошлое, и считать, что тот в состоянии командовать армией Малой Азии, к тому же в таких трудных условиях». Он же пишет, что «с назначением согласился Гунарис, который будучи военным министром в 1916 году отнял у Хадзианестиса командование 5-й дивизией, за неспособность. …. и теперь неспособный комдив стал командующим армии»:169.
Правление монархистов завершилось поражением армии и резнёй и изгнанием коренного населения Ионии. Современный английский историк, Дуглас Дакин, винит в исходе войны греческое руководство, но не греческую армию, и считает, что даже в создавшихся неблагоприятных условиях, «как и при Ватерлоо, исход мог повернуться как в эту, так и в другую сторону»:357.
Последовало антимонархистское восстание греческой армии 11 сентября 1922 года. В октябре 1922 года, чрезвычайный военный трибунал, под председательством А. Отонеоса, приговорил к смерти на Процессе шести Димитриоса Гунариса, Петроса Протопападакиса, Николаоса Стратоса, Георгиоса Балтадзиса, Николаоса Теотокиса и Георгиоса Хадзианестиса:359. Приговор был приведён в исполнение 15 ноября 1922 года.

## Сегодня
Николаос Стратос был женат на Марии Коромила, дочери писателя Димитрия Коромиласа. Сын, Андреас, стал впоследствии депутатом Парламента Греции. Дочь, Дора (1903—1988), стала хореографом и получила всемирное признание. Созданный ею открытый театр греческих народных танцев, на холме Филопапаппу, напротив Афинского Акрополя, именуется сегодня «Театр Доры Страту». Внук Петроса Протопападакиса, своим обращением в 2008 году, просил пересмотреть дело своего деда. Двумя годами позже, в 2010 году Петрос Протопападакис юридически был оправдан. Косвенным образом, юридически (процессуально), были оправданы все расстрелянные по приговору Процесса шести.